# Вила Сан Пјетро (Кунео)
Вила Сан Пјетро је насеље у Италији у округу Кунео, региону Пијемонт.
Према процени из 2011. у насељу је живело 84 становника. Насеље се налази на надморској висини од 807 м.